# Liste des subdivisions administratives du Hebei

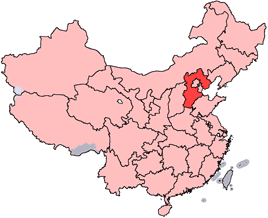
Le Hebei

La structure administrative du Hebei, province de la république populaire de Chine, est constituée des trois niveaux suivants :
- 11 subdivisions de niveau préfecture
  - ce sont toutes des villes-préfectures
- 172 subdivisions de niveau district
  - 22 villes-districts
  - 108 xian
  - 6 xian autonome
  - 36 districts
- 2207 subdivisions de niveau canton
  - 1 bureau public de district
  - 937 bourgs
  - 979 cantons
  - 55 cantons ethniques
  - 235 sous-districts

La table ci-dessous donne uniquement la liste des divisions de niveau préfecture et de niveau district.
| Niveau préfecture                               | Niveau district                              | Niveau district       | Niveau district                   |
| Niveau préfecture                               | Nom                                          | Chinois (simplifié)   | Pinyin                            |
| ----------------------------------------------- | -------------------------------------------- | --------------------- | --------------------------------- |
| Ville de Shijiazhuang 石家庄市 Shíjiāzhuāng Shì | District de Chang'an                         | 长安区                | Cháng'ān Qū                       |
| Ville de Shijiazhuang 石家庄市 Shíjiāzhuāng Shì | District de Qiaodong                         | 桥东区                | Qiáodōng Qū                       |
| Ville de Shijiazhuang 石家庄市 Shíjiāzhuāng Shì | District de Qiaoxi                           | 桥西区                | Qiáoxī Qū                         |
| Ville de Shijiazhuang 石家庄市 Shíjiāzhuāng Shì | District de Xinhua                           | 新华区                | Xīnhuá Qū                         |
| Ville de Shijiazhuang 石家庄市 Shíjiāzhuāng Shì | District de Yuhua                            | 裕华区                | Yùhuá Qū                          |
| Ville de Shijiazhuang 石家庄市 Shíjiāzhuāng Shì | District minier de Jingxing                  | 井陉矿区              | Jǐngxíng Kuàngqū                  |
| Ville de Shijiazhuang 石家庄市 Shíjiāzhuāng Shì | Ville de Xinji                               | 辛集市                | Xīnjí Shì                         |
| Ville de Shijiazhuang 石家庄市 Shíjiāzhuāng Shì | Ville de Gaocheng                            | 藳城市                | Gàochéng Shì                      |
| Ville de Shijiazhuang 石家庄市 Shíjiāzhuāng Shì | Ville de Jinzhou                             | 晋州市                | Jìnzhōu Shì                       |
| Ville de Shijiazhuang 石家庄市 Shíjiāzhuāng Shì | Ville de Xinle                               | 新乐市                | Xīnlè Shì                         |
| Ville de Shijiazhuang 石家庄市 Shíjiāzhuāng Shì | Ville de Luquan                              | 鹿泉市                | Lùquán Shì                        |
| Ville de Shijiazhuang 石家庄市 Shíjiāzhuāng Shì | Xian de Jingxing                             | 井陉县                | Jǐngxíng Xiàn                     |
| Ville de Shijiazhuang 石家庄市 Shíjiāzhuāng Shì | Xian de Zhengding                            | 正定县                | Zhèngdìng Xiàn                    |
| Ville de Shijiazhuang 石家庄市 Shíjiāzhuāng Shì | Xian de Luancheng                            | 栾城县                | Luánchéng Xiàn                    |
| Ville de Shijiazhuang 石家庄市 Shíjiāzhuāng Shì | Xian de Xingtang                             | 行唐县                | Xíngtáng Xiàn                     |
| Ville de Shijiazhuang 石家庄市 Shíjiāzhuāng Shì | Xian de Lingshou                             | 灵寿县                | Língshòu Xiàn                     |
| Ville de Shijiazhuang 石家庄市 Shíjiāzhuāng Shì | Xian de Gaoyi                                | 高邑县                | Gāoyì Xiàn                        |
| Ville de Shijiazhuang 石家庄市 Shíjiāzhuāng Shì | Xian de Shenze                               | 深泽县                | Shēnzé Xiàn                       |
| Ville de Shijiazhuang 石家庄市 Shíjiāzhuāng Shì | Xian de Zanhuang                             | 赞皇县                | Zànhuáng Xiàn                     |
| Ville de Shijiazhuang 石家庄市 Shíjiāzhuāng Shì | Xian de Wuji                                 | 无极县                | Wújí Xiàn                         |
| Ville de Shijiazhuang 石家庄市 Shíjiāzhuāng Shì | Xian de Pingshan                             | 平山县                | Píngshān Xiàn                     |
| Ville de Shijiazhuang 石家庄市 Shíjiāzhuāng Shì | Xian de Yuanshi                              | 元氏县                | Yuánshì Xiàn                      |
| Ville de Shijiazhuang 石家庄市 Shíjiāzhuāng Shì | Xian de Zhao                                 | 赵县                  | Zhào Xiàn                         |
| Ville de Zhangjiakou 张家口市 Zhāngjiākǒu Shì   | District de Qiaoxi                           | 桥西区                | Qiáoxī Qū                         |
| Ville de Zhangjiakou 张家口市 Zhāngjiākǒu Shì   | District de Qiaodong                         | 桥东区                | Qiáodōng Qū                       |
| Ville de Zhangjiakou 张家口市 Zhāngjiākǒu Shì   | District de Xuanhua                          | 宣化区                | Xuānhuà Qū                        |
| Ville de Zhangjiakou 张家口市 Zhāngjiākǒu Shì   | District de Xiahuayuan                       | 下花园区              | Xiàhuāyuán Qū                     |
| Ville de Zhangjiakou 张家口市 Zhāngjiākǒu Shì   | Xian de Xuanhua                              | 宣化县                | Xuānhuà Xiàn                      |
| Ville de Zhangjiakou 张家口市 Zhāngjiākǒu Shì   | Xian de Zhangbei                             | 张北县                | Zhāngběi Xiàn                     |
| Ville de Zhangjiakou 张家口市 Zhāngjiākǒu Shì   | Xian de Kangbao                              | 康保县                | Kāngbǎo Xiàn                      |
| Ville de Zhangjiakou 张家口市 Zhāngjiākǒu Shì   | Xian de Guyuan                               | 沽源县                | Gūyuán Xiàn                       |
| Ville de Zhangjiakou 张家口市 Zhāngjiākǒu Shì   | Xian de Shangyi                              | 尚义县                | Shàngyì Xiàn                      |
| Ville de Zhangjiakou 张家口市 Zhāngjiākǒu Shì   | Xian de Yu                                   | 蔚县                  | Yù Xiàn                           |
| Ville de Zhangjiakou 张家口市 Zhāngjiākǒu Shì   | Xian de Yangyuan                             | 阳原县                | Yángyuán Xiàn                     |
| Ville de Zhangjiakou 张家口市 Zhāngjiākǒu Shì   | Xian de Huai'an                              | 怀安县                | Huái'ān Xiàn                      |
| Ville de Zhangjiakou 张家口市 Zhāngjiākǒu Shì   | Xian de Wanquan                              | 万全县                | Wànquán Xiàn                      |
| Ville de Zhangjiakou 张家口市 Zhāngjiākǒu Shì   | Xian de Huailai                              | 怀来县                | Huáilái Xiàn                      |
| Ville de Zhangjiakou 张家口市 Zhāngjiākǒu Shì   | Xian de Zhuolu                               | 涿鹿县                | Zhuōlù Xiàn                       |
| Ville de Zhangjiakou 张家口市 Zhāngjiākǒu Shì   | Xian de Chicheng                             | 赤城县                | Chìchéng Xiàn                     |
| Ville de Zhangjiakou 张家口市 Zhāngjiākǒu Shì   | Xian de Chongli                              | 崇礼县                | Chónglǐ Xiàn                      |
| Ville de Chengde 承德市 Chéngdé Shì             | District de Shuangqiao                       | 双桥区                | Shuāngqiáo Qū                     |
| Ville de Chengde 承德市 Chéngdé Shì             | District de Shuangluan                       | 双滦区                | Shuāngluán Qū                     |
| Ville de Chengde 承德市 Chéngdé Shì             | District minier de Yingshouyingzi            | 鹰手营子矿区          | Yīngshǒuyíngzi Kuàngqū            |
| Ville de Chengde 承德市 Chéngdé Shì             | Xian de Chengde                              | 承德县                | Chéngdé Xiàn                      |
| Ville de Chengde 承德市 Chéngdé Shì             | Xian de Xinglong                             | 兴隆县                | Xīnglóng Xiàn                     |
| Ville de Chengde 承德市 Chéngdé Shì             | Xian de Pingquan                             | 平泉县                | Píngquán Xiàn                     |
| Ville de Chengde 承德市 Chéngdé Shì             | Xian de Luanping                             | 滦平县                | Luánpíng Xiàn                     |
| Ville de Chengde 承德市 Chéngdé Shì             | Xian de Longhua                              | 隆化县                | Lónghuà Xiàn                      |
| Ville de Chengde 承德市 Chéngdé Shì             | Xian autonome mandchou de Fengning           | 丰宁满族自治县        | Fēngníng mǎnzú Zìzhìxiàn          |
| Ville de Chengde 承德市 Chéngdé Shì             | Xian autonome mandchou de Kuancheng          | 宽城满族自治县        | Kuānchéng mǎnzú Zìzhìxiàn         |
| Ville de Chengde 承德市 Chéngdé Shì             | Xian autonome mandchou et mongol de Weichang | 围场满族 蒙古族自治县 | Wéichǎng mǎnzú měnggǔzú Zìzhìxiàn |
| Ville de Qinhuangdao 秦皇岛市 Qínhuángdǎo Shì   | District de Haigang                          | 海港区                | Hǎigǎng Qū                        |
| Ville de Qinhuangdao 秦皇岛市 Qínhuángdǎo Shì   | District de Shanhaiguan                      | 山海关区              | Shānhǎiguān Qū                    |
| Ville de Qinhuangdao 秦皇岛市 Qínhuángdǎo Shì   | District de Beidaihe                         | 北戴河区              | Běidàihé Qū                       |
| Ville de Qinhuangdao 秦皇岛市 Qínhuángdǎo Shì   | Xian de Changli                              | 昌黎县                | Chānglí Xiàn                      |
| Ville de Qinhuangdao 秦皇岛市 Qínhuángdǎo Shì   | Xian de Funing                               | 抚宁县                | Fǔníng Xiàn                       |
| Ville de Qinhuangdao 秦皇岛市 Qínhuángdǎo Shì   | Xian de Lulong                               | 卢龙县                | Lúlóng Xiàn                       |
| Ville de Qinhuangdao 秦皇岛市 Qínhuángdǎo Shì   | Xian autonome mandchou de Qinglong           | 青龙满族自治县        | Qīnglóng mǎnzú Zìzhìxiàn          |
| Ville de Tangshan 唐山市 Tángshān Shì           | District de Lubei                            | 路北区                | Lùběi Qū                          |
| Ville de Tangshan 唐山市 Tángshān Shì           | District de Lu'nan                           | 路南区                | Lù'nán Qū                         |
| Ville de Tangshan 唐山市 Tángshān Shì           | District de Guye                             | 古冶区                | Gǔyě Qū                           |
| Ville de Tangshan 唐山市 Tángshān Shì           | District de Kaiping                          | 开平区                | Kāipíng Qū                        |
| Ville de Tangshan 唐山市 Tángshān Shì           | District de Fengrun                          | 丰润区                | Fēngrùn Qū                        |
| Ville de Tangshan 唐山市 Tángshān Shì           | District de Fengnan                          | 丰南区                | Fēngnán Qū                        |
| Ville de Tangshan 唐山市 Tángshān Shì           | Ville de Zunhua                              | 遵化市                | Zūnhuà Shì                        |
| Ville de Tangshan 唐山市 Tángshān Shì           | Ville de Qian'an                             | 迁安市                | Qiān'ān Shì                       |
| Ville de Tangshan 唐山市 Tángshān Shì           | Xian de Luan                                 | 滦县                  | Luán Xiàn                         |
| Ville de Tangshan 唐山市 Tángshān Shì           | Xian de Luannan                              | 滦南县                | Luánnán Xiàn                      |
| Ville de Tangshan 唐山市 Tángshān Shì           | Xian de Leting                               | 乐亭县                | Lètíng Xiàn                       |
| Ville de Tangshan 唐山市 Tángshān Shì           | Xian de Qianxi                               | 迁西县                | Qiānxī Xiàn                       |
| Ville de Tangshan 唐山市 Tángshān Shì           | Xian de Yutian                               | 玉田县                | Yùtián Xiàn                       |
| Ville de Tangshan 唐山市 Tángshān Shì           | Xian de Tanghai                              | 唐海县                | Tánghǎi Xiàn                      |
| Ville de Langfang 廊坊市 Lángfáng Shì           | District d'Anci                              | 安次区                | Āncì Qū                           |
| Ville de Langfang 廊坊市 Lángfáng Shì           | District de Guangyang                        | 广阳区                | Guǎngyáng Qū                      |
| Ville de Langfang 廊坊市 Lángfáng Shì           | Ville de Bazhou                              | 霸州市                | Bàzhōu Shì                        |
| Ville de Langfang 廊坊市 Lángfáng Shì           | Ville de Sanhe                               | 三河市                | Sānhé Shì                         |
| Ville de Langfang 廊坊市 Lángfáng Shì           | Xian de Gu'an                                | 固安县                | Gù'ān Xiàn                        |
| Ville de Langfang 廊坊市 Lángfáng Shì           | Xian de Yongqing                             | 永清县                | Yǒngqīng Xiàn                     |
| Ville de Langfang 廊坊市 Lángfáng Shì           | Xian de Xianghe                              | 香河县                | Xiānghé Xiàn                      |
| Ville de Langfang 廊坊市 Lángfáng Shì           | Xian de Dacheng                              | 大城县                | Dàchéng Xiàn                      |
| Ville de Langfang 廊坊市 Lángfáng Shì           | Xian de Wen'an                               | 文安县                | Wén'ān Xiàn                       |
| Ville de Langfang 廊坊市 Lángfáng Shì           | Xian autonome hui de Dachang                 | 大厂回族自治县        | Dàchǎng huízú Zìzhìxiàn           |
| Ville de Baoding 保定市 Bǎodìng Shì             | District de Xinshi                           | 新市区                | Xīnshì Qū                         |
| Ville de Baoding 保定市 Bǎodìng Shì             | District de Beishi                           | 北市区                | Běishì Qū                         |
| Ville de Baoding 保定市 Bǎodìng Shì             | District de Nanshi                           | 南市区                | Nánshì Qū                         |
| Ville de Baoding 保定市 Bǎodìng Shì             | Ville de Dingzhou                            | 定州市                | Dìngzhōu Shì                      |
| Ville de Baoding 保定市 Bǎodìng Shì             | Ville de Zhuozhou                            | 涿州市                | Zhuōzhōu Shì                      |
| Ville de Baoding 保定市 Bǎodìng Shì             | Ville d'Anguo                                | 安国市                | Ānguó Shì                         |
| Ville de Baoding 保定市 Bǎodìng Shì             | Ville de Gaobeidian                          | 高碑店市              | Gāobēidiàn Shì                    |
| Ville de Baoding 保定市 Bǎodìng Shì             | Xian de Mancheng                             | 满城县                | Mǎnchéng Xiàn                     |
| Ville de Baoding 保定市 Bǎodìng Shì             | Xian de Qingyuan                             | 清苑县                | Qīngyuàn Xiàn                     |
| Ville de Baoding 保定市 Bǎodìng Shì             | Xian de Yi                                   | 易县                  | Yì Xiàn                           |
| Ville de Baoding 保定市 Bǎodìng Shì             | Xian de Xushui                               | 徐水县                | Xúshuǐ Xiàn                       |
| Ville de Baoding 保定市 Bǎodìng Shì             | Xian de Laiyuan                              | 涞源县                | Láiyuán Xiàn                      |
| Ville de Baoding 保定市 Bǎodìng Shì             | Xian de Dingxing                             | 定兴县                | Dìngxīng Xiàn                     |
| Ville de Baoding 保定市 Bǎodìng Shì             | Xian de Shunping                             | 顺平县                | Shùnpíng Xiàn                     |
| Ville de Baoding 保定市 Bǎodìng Shì             | Xian de Tang                                 | 唐县                  | Táng Xiàn                         |
| Ville de Baoding 保定市 Bǎodìng Shì             | Xian de Wangdu                               | 望都县                | Wàngdū Xiàn                       |
| Ville de Baoding 保定市 Bǎodìng Shì             | Xian de Laishui                              | 涞水县                | Láishuǐ Xiàn                      |
| Ville de Baoding 保定市 Bǎodìng Shì             | Xian de Gaoyang                              | 高阳县                | Gāoyáng Xiàn                      |
| Ville de Baoding 保定市 Bǎodìng Shì             | Xian d'Anxin                                 | 安新县                | Ānxīn Xiàn                        |
| Ville de Baoding 保定市 Bǎodìng Shì             | Xian de Xiong                                | 雄县                  | Xióng Xiàn                        |
| Ville de Baoding 保定市 Bǎodìng Shì             | Xian de Rongcheng                            | 容城县                | Róngchéng Xiàn                    |
| Ville de Baoding 保定市 Bǎodìng Shì             | Xian de Quyang                               | 曲阳县                | Qūyáng Xiàn                       |
| Ville de Baoding 保定市 Bǎodìng Shì             | Xian de Fuping                               | 阜平县                | Fùpíng Xiàn                       |
| Ville de Baoding 保定市 Bǎodìng Shì             | Xian de Boye                                 | 博野县                | Bóyě Xiàn                         |
| Ville de Baoding 保定市 Bǎodìng Shì             | Xian de Li                                   | 蠡县                  | Lǐ Xiàn                           |
| Ville de Cangzhou 沧州市 Cāngzhōu Shì           | District de Yunhe                            | 运河区                | Yùnhé Qū                          |
| Ville de Cangzhou 沧州市 Cāngzhōu Shì           | District de Xinhua                           | 新华区                | Xīnhuá Qū                         |
| Ville de Cangzhou 沧州市 Cāngzhōu Shì           | Ville de Botou                               | 泊头市                | Bótóu Shì                         |
| Ville de Cangzhou 沧州市 Cāngzhōu Shì           | Ville de Renqiu                              | 任丘市                | Rénqiū Shì                        |
| Ville de Cangzhou 沧州市 Cāngzhōu Shì           | Ville de Huanghua                            | 黄骅市                | Huánghuá Shì                      |
| Ville de Cangzhou 沧州市 Cāngzhōu Shì           | Ville de Hejian                              | 河间市                | Héjiān Shì                        |
| Ville de Cangzhou 沧州市 Cāngzhōu Shì           | Xian de Cang                                 | 沧县                  | Cāng Xiàn                         |
| Ville de Cangzhou 沧州市 Cāngzhōu Shì           | Xian de Qing                                 | 青县                  | Qīng Xiàn                         |
| Ville de Cangzhou 沧州市 Cāngzhōu Shì           | Xian de Dongguang                            | 东光县                | Dōngguāng Xiàn                    |
| Ville de Cangzhou 沧州市 Cāngzhōu Shì           | Xian de Haixing                              | 海兴县                | Hǎixīng Xiàn                      |
| Ville de Cangzhou 沧州市 Cāngzhōu Shì           | Xian de Yanshan                              | 盐山县                | Yánshān Xiàn                      |
| Ville de Cangzhou 沧州市 Cāngzhōu Shì           | Xian de Suning                               | 肃宁县                | Sùníng Xiàn                       |
| Ville de Cangzhou 沧州市 Cāngzhōu Shì           | Xian de Nanpi                                | 南皮县                | Nánpí Xiàn                        |
| Ville de Cangzhou 沧州市 Cāngzhōu Shì           | Xian de Wuqiao                               | 吴桥县                | Wúqiáo Xiàn                       |
| Ville de Cangzhou 沧州市 Cāngzhōu Shì           | Xian de Xian                                 | 献县                  | Xìàn Xiàn                         |
| Ville de Cangzhou 沧州市 Cāngzhōu Shì           | Xian autonome hui de Mengcun                 | 孟村回族自治县        | Mèngcūn huízú Zìzhìxiàn           |
| Ville de Hengshui 衡水市 Héngshuǐ Shì           | District de Taocheng                         | 桃城区                | Táochéng Qū                       |
| Ville de Hengshui 衡水市 Héngshuǐ Shì           | Ville de Jizhou                              | 冀州市                | Jìzhōu Shì                        |
| Ville de Hengshui 衡水市 Héngshuǐ Shì           | Ville de Shenzhou                            | 深州市                | Shēnzhōu Shì                      |
| Ville de Hengshui 衡水市 Héngshuǐ Shì           | Xian de Zaoqiang                             | 枣强县                | Zǎoqiáng Xiàn                     |
| Ville de Hengshui 衡水市 Héngshuǐ Shì           | Xian de Wuyi                                 | 武邑县                | Wǔyì Xiàn                         |
| Ville de Hengshui 衡水市 Héngshuǐ Shì           | Xian de Wuqiang                              | 武强县                | Wǔqiáng Xiàn                      |
| Ville de Hengshui 衡水市 Héngshuǐ Shì           | Xian de Raoyang                              | 饶阳县                | Ráoyáng Xiàn                      |
| Ville de Hengshui 衡水市 Héngshuǐ Shì           | Xian d'Anping                                | 安平县                | Ānpíng Xiàn                       |
| Ville de Hengshui 衡水市 Héngshuǐ Shì           | Xian de Gucheng                              | 故城县                | Gùchéng Xiàn                      |
| Ville de Hengshui 衡水市 Héngshuǐ Shì           | Xian de Jing                                 | 景县                  | Jǐng Xiàn                         |
| Ville de Hengshui 衡水市 Héngshuǐ Shì           | Xian de Fucheng                              | 阜城县                | Fùchéng Xiàn                      |
| Ville de Xingtai 邢台市 Xíngtái Shì             | District de Qiaodong                         | 桥东区                | Qiáodōng Qū                       |
| Ville de Xingtai 邢台市 Xíngtái Shì             | District de Qiaoxi                           | 桥西区                | Qiáoxī Qū                         |
| Ville de Xingtai 邢台市 Xíngtái Shì             | Ville de Nangong                             | 南宫市                | Nángōng Shì                       |
| Ville de Xingtai 邢台市 Xíngtái Shì             | Ville de Shahe                               | 沙河市                | Shāhé Shì                         |
| Ville de Xingtai 邢台市 Xíngtái Shì             | Xian de Xingtai                              | 邢台县                | Xíngtái Xiàn                      |
| Ville de Xingtai 邢台市 Xíngtái Shì             | Xian de Lincheng                             | 临城县                | Línchéng Xiàn                     |
| Ville de Xingtai 邢台市 Xíngtái Shì             | Xian de Neiqiu                               | 内丘县                | Nèiqiū Xiàn                       |
| Ville de Xingtai 邢台市 Xíngtái Shì             | Xian de Baixiang                             | 柏乡县                | Bǎixiāng Xiàn                     |
| Ville de Xingtai 邢台市 Xíngtái Shì             | Xian de Longyao                              | 隆尧县                | Lóngyáo Xiàn                      |
| Ville de Xingtai 邢台市 Xíngtái Shì             | Xian de Ren                                  | 任县                  | Rén Xiàn                          |
| Ville de Xingtai 邢台市 Xíngtái Shì             | Xian de Nanhe                                | 南和县                | Nánhé Xiàn                        |
| Ville de Xingtai 邢台市 Xíngtái Shì             | Xian de Ningjin                              | 宁晋县                | Níngjìn Xiàn                      |
| Ville de Xingtai 邢台市 Xíngtái Shì             | Xian de Julu                                 | 巨鹿县                | Jùlù Xiàn                         |
| Ville de Xingtai 邢台市 Xíngtái Shì             | Xian de Xinhe                                | 新河县                | Xīnhé Xiàn                        |
| Ville de Xingtai 邢台市 Xíngtái Shì             | Xian de Guangzong                            | 广宗县                | Guǎngzōng Xiàn                    |
| Ville de Xingtai 邢台市 Xíngtái Shì             | Xian de Pingxiang                            | 平乡县                | Píngxiāng Xiàn                    |
| Ville de Xingtai 邢台市 Xíngtái Shì             | Xian de Wei                                  | 威县                  | Wēi Xiàn                          |
| Ville de Xingtai 邢台市 Xíngtái Shì             | Xian de Qinghe                               | 清河县                | Qīnghé Xiàn                       |
| Ville de Xingtai 邢台市 Xíngtái Shì             | Xian de Linxi                                | 临西县                | Línxī Xiàn                        |
| Ville de Handan 邯郸市 Hándān Shì               | District de Congtai                          | 丛台区                | Cóngtái Qū                        |
| Ville de Handan 邯郸市 Hándān Shì               | District de Hanshan                          | 邯山区                | Hánshān Qū                        |
| Ville de Handan 邯郸市 Hándān Shì               | District de Fuxing                           | 复兴区                | Fùxīng Qū                         |
| Ville de Handan 邯郸市 Hándān Shì               | District minier de Fengfeng                  | 峰峰矿区              | Fēngfēng Kuàngqū                  |
| Ville de Handan 邯郸市 Hándān Shì               | Ville de Wu'an                               | 武安市                | Wǔ'ān Shì                         |
| Ville de Handan 邯郸市 Hándān Shì               | Xian de Handan                               | 邯郸县                | Hándān Xiàn                       |
| Ville de Handan 邯郸市 Hándān Shì               | Xian de Linzhang                             | 临漳县                | Línzhāng Xiàn                     |
| Ville de Handan 邯郸市 Hándān Shì               | Xian de Cheng'an                             | 成安县                | Chéng'ān Xiàn                     |
| Ville de Handan 邯郸市 Hándān Shì               | Xian de Daming                               | 大名县                | Dàmíng Xiàn                       |
| Ville de Handan 邯郸市 Hándān Shì               | Xian de She                                  | 涉县                  | Shè Xiàn                          |
| Ville de Handan 邯郸市 Hándān Shì               | Xian de Ci                                   | 磁县                  | Cí Xiàn                           |
| Ville de Handan 邯郸市 Hándān Shì               | Xian de Feixiang                             | 肥乡县                | Féixiāng Xiàn                     |
| Ville de Handan 邯郸市 Hándān Shì               | Xian de Yongnian                             | 永年县                | Yǒngnián Xiàn                     |
| Ville de Handan 邯郸市 Hándān Shì               | Xian de Qiu                                  | 邱县                  | Qiū Xiàn                          |
| Ville de Handan 邯郸市 Hándān Shì               | Xian de Jize                                 | 鸡泽县                | Jīzé Xiàn                         |
| Ville de Handan 邯郸市 Hándān Shì               | Xian de Guangping                            | 广平县                | Guǎngpíng Xiàn                    |
| Ville de Handan 邯郸市 Hándān Shì               | Xian de Guantao                              | 馆陶县                | Guǎntáo Xiàn                      |
| Ville de Handan 邯郸市 Hándān Shì               | Xian de Wei                                  | 魏县                  | Wèi Xiàn                          |
| Ville de Handan 邯郸市 Hándān Shì               | Xian de Quzhou                               | 曲周县                | Qǔzhōu Xiàn                       |